# کریگ وادزورث
کریگ وادزورث (انگلیسی: Craig Wadsworth; ۱۲ ژانویهٔ ۱۸۷۲ – ۲۰ مهٔ ۱۹۶۰) دیپلمات سوارکار اسب‌دوانی با مانع و عضو گروه سوارکاران خشن تئودور روزولت اهل ایالات متحده آمریکا بود.

## اوایل زندگی
وادزورث متولد فیلادلفیا، فرزند ژنرال کریگ وادزورث (۱۸۴۱–۱۸۷۲) و اولین ویلینگ (نام خانوادگی قبلی) پیترز وادزورث (۱۸۴۵–۱۸۸۶) به دنیا آمد. برادر بزرگتر او جیمز اس. وادزورث (۱۸۷۰–۱۹۳۰) بود.
پدربزرگ او جنگ داخلی ژنرال جیمز اس. وازوورث (۱۸۰۷–۱۸۶۴)، عمویش جیمز ولکات وادزورث (۱۸۴۶–۱۹۲۶) و عمه‌هایش کورنلیا وادزورث ریچی آدیر (۱۸۳۷–۱۹۲۱) بودند که به عنوان مادرسالار قلعه گلن‌واگ در شهرستان دانیگول، ایرلند، و JA Ranch بزرگ در تگزاس پن‌هندل برجسته شد، و الیزابت اس. وادزورث (۱۸۴۸–۱۹۳۰) که با آرتور اسمیت-بری، بارون اول باریمور (۱۸۴۳–۱۹۲۵) ازدواج کرد و لیدی باریمور شد.
او در مدرسه هیل در پاتس‌تاون، پنسیلوانیا به مدرسه رفت. او در سال ۱۸۹۲ در دانشگاه هاروارد تحصیل کرد و عضو تیم دانشگاهی فوتبال بود.

## شغل
او یک سوارکار آماتور اسب دوانی با مانع و عضو برجسته انجمن نیویورک بود. در سال ۱۹۰۰، اسب‌های باناستار (به قیمت ۱۱۰۰۰ دلار)، لاکی برد (۲۶۰۰ دلار) و سمینول (۳۰۰۰ دلار) را از املاک ویلیام اچ. کلارک خریداری کرد.
او در جنگ اسپانیا و آمریکا در کوبا خدمت کرد، جایی که در سال ۱۸۹۸ در گروه سوارکاران خشن تئودور روزولت خدمت کرد. پس از جنگ، او به عنوان سرگرد در آلبانی، نیویورک در ستاد نظامی فرماندار تئودور روزولت خدمت کرد.
در سال ۱۹۰۲، او به عنوان دبیر سوم سفارت آمریکا در لندن در سرویس دیپلماتیک ایالات متحده شروع به کار کرد و در اوت همان سال سمت خود را در آنجا به دست گرفت و جانشین ویلیام کورکوران یوستیس شد. در سال ۱۹۰۷، در جریان محاکمه قتل معمار انجمن استنفورد وایت، اتهاماتی مبنی بر بی‌احترامی از سوی اولین نسبیت تاو، همسر هری کندال تاو، علیه وادزورث مطرح شد. اولین ادعا کرد که وادزورث وارد اتاق مادرش در لندن شده و به او و مادرش توهین کرده است. وادزورث اتهامات علیه خود را به شدت رد کرد.

او سپس به عنوان کنسول کل در تهران، ایران؛ بخارست، رومانی؛ مونته‌ویدئو، اروگوئه؛ بوئنوس آیرس، آرژانتین؛ ریودوژانیرو، برزیل؛ بروکسل، بلژیک؛ و لیما، پرو خدمت کرد.
وادزورث در سال ۱۹۲۷ بازنشسته شد و به ملک خانوادگی‌اش در جنسئو، نیویورک بازگشت.

## زندگی شخصی
وادزورث عضو باشگاه نیکرباکر، جوکی کلاب، باشگاه اتحادیه، باشگاه لمبز و باشگاه راکت شهر نیویورک، باشگاه متروپولیتن واشنگتن دی سی و باشگاه روهامپتون، باشگاه بیفتیک و باشگاه سنت جیمز لندن بود.
وادزورث در ۲۰ مه ۱۹۶۰ در خانه‌اش در جنسیسئو درگذشت و در گورستان تمپل هیل در جنسئو، نیویورک به خاک سپرده شد.

## در فرهنگ عامه
نقش وادزورث توسط کریس نوت در فیلم تلویزیونی سواران خشن در سال ۱۹۹۷ به تصویر کشیده شد، اگرچه او به عنوان یک بازیکن چوگان و نه یک سوارکار اسب دوانی با مانع شناخته می‌شود؛ همچنین پدرش که در همان سال تولد او درگذشت، به عنوان فردی زنده در سال ۱۸۹۸ به تصویر کشیده شده است.